# さてはトコトン菊水丸
さてはトコトン菊水丸（さてはとことんきくすいまる）は、毎日放送ラジオ（MBSラジオ）で放送されていた生ワイドのラジオ番組である。通称「さてトコ」で、同局のβスタジオを中心に生放送。「新聞詠み河内音頭家元」と称する河内家菊水丸が、メインパーソナリティを務めた。
放送期間は、1999年（平成11年）5月22日から2009年（平成21年）3月27日まで。2003年（平成15年）9月27日までは、毎週土曜日の13:00 - 15:00(JST)であった（以下「土曜版」）。2003年（平成15年）9月29日からは、31年続いた『ごめんやす馬場章夫です』の後継番組として、毎週月～金曜日の10:30 - 12:30(JST)に放送された（以下「平日版」）。

## 概要
毎日放送ラジオ（MBSラジオ）では、1998年（平成10年）度のナイターオフ期間（1998年10月 - 1999年（平成11年）3月）に、『冬眠返上!菊水丸』を放送。1999年（平成11年）5月からは、同番組を発展させる形で、通年番組として土曜版の放送を開始した。
その後、2003年（平成15年）の秋季改編で、菊水丸がパーソナリティを務めた2つの生放送番組（当番組の土曜版と、月～金曜6:00 - 7:45の『朝はトコトン菊水丸（朝トコ）』）を統合。土曜版の放送枠を移動・拡大する形で、平日版の放送を始めた。
平日版では、前枠番組『ありがとう浜村淳です』のエンディングから、ステーションブレイクを挟まずに放送。「やっぱりリスナーが面白い」とのキャッチフレーズの下にリスナー参加企画が続々と生まれる一方で、『朝トコ』の流れから時事問題も扱った。2007年（平成19年）11月1日には、『冬眠返上!菊水丸』第1回からの通算放送回数が1,800回に到達。菊水丸自身も、当番組だけで1万回の放送を達成することを目標に掲げた。
しかし菊水丸は、2009年（平成21年）2月3日に記者会見を実施。同年9月末をもって「新聞詠み河内音頭家元」を返上するとともに、今後はメディアへの露出を控えながら、「正調河内音頭」の音頭取りとして活動していくことを発表した。このため、同年3月27日の公開生放送「さてトコファイナル放送」をもって、当番組は13年の歴史に幕を下ろした。放送回数は、土曜版・平日版を通じて1,389回であった。
なお、毎日放送ラジオ（MBSラジオ）では、当番組の放送期間中に選抜高等学校野球大会の全試合を完全中継。その影響で、2008年（平成20年）までは、大会期間中に当番組の放送を休止した。ただし2009年（平成21年）は、準決勝（3月28日）以上の試合しか中継しなかったため、当番組は最終回まで通常放送を続けられた。
当番組では、土曜版の時代から、年に数回公開生放送を実施。2003年（平成15年）には、同局本社1階に期間限定で設けられたガラス張りのスタジオ（カプセルスタジオ）から、土曜版を数回放送した。ちなみに、「さてトコファイナル放送」に使われたのは、本社地下のAV（オーディオ・ビジュアル）ルームである。

## 出演者

### 土曜版から出演
- 河内家菊水丸　（メインパーソナリティ）
  - 大相撲、大阪万博、昭和40 - 50年代に流行した学園ドラマや歌謡曲などへの造詣が深く、レコードや演芸関係の資料を多数収集。また、少年時代からの習慣として、自分の行動を毎日メモに細かく残している。このように、几帳面かつマニアックな性格が、当番組の企画へ大いに反映。昭和ブームの到来と相まって、同年代のリスナーを中心に、熱烈な支持を受けた。
  - 大阪市の中心部から40km以上離れた京都府南山城村に、資料の保管庫を兼ねた自宅を構えている。その関係で、当番組や『朝トコ』の放送期間中には、毎日放送の本社に近いホテルの一室を住居代わりに利用。番組内でも、ホテルでの独身生活の模様をたびたび語っていた。
  - 当番組出演中の2007年（平成19年）には、所属する吉本興業の企画「YOSHIMOTO DIRECTOR'S 100 〜100人が映画撮りました〜」の一環で、『田中徳三監督　少年河内音頭取り物語』[2] の原案作成・プロデュースを担当。2008年（平成20年）4月からは、大阪芸術大学芸術学部芸術計画学科の客員教授（日本文化史）に就任している。[3]
- 和泉夏子（アシスタント）
  - 平日版では、2005年（平成17年）9月まで月・火・金曜担当。同年10月から最終回まで、全曜日に出演した。平日版の放送が終了した2009年（平成21年）4月からは、MBSラジオの新番組『ノムラでノムラだ♪ EXトラ!』の金曜日でアシスタントを務めている。
  - 端麗な容姿に加えて、人並み外れた音程や、『大きな声では言えませんが…』（後述）で披露する色っぽい声などでリスナーの人気を呼んだ。
  - 当番組の放送中には、着付けの師範の資格を取る一方で、自分の意思で結婚、離婚、闘病経験、実年齢などを明らかにした。[4] また、菊水丸一座の盆踊り公演にゲストで出演したり、生放送の終了後に菊水丸と大相撲本場所を観戦したりすることが少なからずあった。[5]
- 石田雄一（ギタリスト）
  - 平日版には金曜日のみ、「全日本母乳党の党首」（後述）と名乗りながら、ギターを携えて出演。エンディングで番組のテーマ曲を演奏した。また、タッパーウェアをピック代わりに使ってギターを演奏できることから、「タッパー石田」とも呼ばれた。[6]
  - 盆踊りシーズンには、菊水丸一座の1人として、国内外の公演に出演。関西地方では、アドベンチャーワールド（和歌山県白浜町）のCMソング「Always Together」などを作ったことでも知られる。

### 平日版のみ出演
- 六車奈々（2003年（平成15年）10月 - 2005年（平成17年）9月、水・木曜アシスタント）
  - 2003年（平成15年）4月から半年間、『朝トコ』で月・火曜のアシスタントを担当。当番組の平日版を卒業後、活動の拠点を東京に移した。
- 浅越ゴエ（水・木曜12時台進行）
  - 水・木曜日に、12時台のコーナーからエンディングまで出演。登場時の自己紹介では、「（お怒りプレゼンターの）浅越・・・・あ、ゴエでございます」と言って、「浅越」と「ゴエ」の間をかなり長く空けることが多かった。
- 松井昭憲（毎日放送アナウンサー→同局専属パーソナリティ）
  - 月～木曜12時台のMBSニュースを担当。定年退職で専属パーソナリティになった2006年（平成18年）7月以降も、当番組内では「報道スタジオの松井昭憲アナウンサー」と呼ばれた。
  - 2008年（平成20年）には、ニュースを担当しない金曜日に、ゲストとして『トコトン生ゲスト』に登場した。

## 平日版のタイムテーブル
番組終了時点を基準。時刻は目安。曜日の注記がない場合には、月～金曜日共通。
10時台
- 10:30　オープニング
  - 通常放送では、タイトルコールの代わりに、河内音頭の音源に合わせて菊水丸が番組タイトルを歌唱。歌い終わると、オリジナルのオープニングが流れる仕組みだった。[7]
  - 菊水丸が海外公演で不在であったり、放送前にノドの不調を訴えたりした場合には、和泉が番組タイトルを歌唱。あまりの音程にリスナーから多数の反応が寄せられたため、途中からは、聴取率調査週間に合わせて毎日放送ラジオが設定する「スペシャルウィーク」の期間中にも歌うことになった。
  - オープニングテーマが一段落すると、菊水丸と和泉でフリートークを展開（金曜は石田も参加）。リスナーからのメッセージを紹介したり、間口の狭いテーマ（どん兵衛の食べ方など）で盛り上がったりすることも多かった。
- 10:40　『カフェ・ド・菊水丸』
  - 放送日のスポーツ紙の記事を中心に、最新の芸能ニュースを紹介。ゲストを迎えることもあった。
  - コーナーの冒頭では、前番組の『ごめんやす馬場章夫です』に続いて、メロディアンからのインフォマーシャルを挿入。菊水丸と和泉が、同社の飲料や、同社製のコーヒーフレッシュを入れたコーヒーをすすっていた。
- 10:55　『トコトン生電話』のテーマ発表・告知（月～木曜、後述）
  - テーマやトークの内容によって、11時の時報をまたぐことが少なからずあった。
  - 金曜日には一時、『JR西日本週末おでかけ情報』を放送。しかし、JR福知山線脱線事故（2005年4月）の影響で廃止されてからは、フリートーク、インフォマーシャル、リスナーからのメッセージ紹介で時報までつないだ。

11時台
- 11:00　MBS交通情報
- 11:02　ユニバーサル・スタジオ・ジャパンからのお知らせ
  - 交通情報からCMなしで直結。放送当日の開業時間や駐車場の利用状況などを、和泉がスタジオから伝える。
    - 2006年（平成18年） - 2007年（平成19年）のメジャーリーグシーズン中（4～9月）には、ニッポン放送からの企画ネット形式で、『独占!メジャーリーグTODAY』をこの時間に放送。本編のみ毎日放送ラジオ（MBSラジオ）の独自制作で、日本人メジャーリーガーが出場する試合の結果・途中経過や、彼らに関するトピックスを和泉がスタジオから伝えた。（放送内容はニッポン放送版と同じ）
- 11:05　11時台の日替わりコーナー（後述）
- 11:20　日本直販とことんラジオショッピング[8]
  - 主に和泉が進行。菊水丸とのやり取りを通じて、商品を紹介していた。
- 11:25　MBSニュース[9]
- 11:30 
  - 『ニューストコトン言いまっせ』（月～木曜、後述）
  - 『トコトン生ゲスト』（金曜、後述）
- 11:45　『情報アラカルト・コレ知ってまっか?』（月～木曜）
  - 和泉を中心に進行。放送日までに発売された新聞・雑誌の記事から、生活に役立つ情報、流行の兆しがある現象、話題のグッズなどを紹介した。
  - 金曜日には、 当コーナーの時間帯も『トコトン生ゲスト』に充てていた。
- 11:50　『トコトン生電話』（月～木曜）
  - 毎回1 - 2名のリスナーが電話で出演するほか、当日のテーマに関するリスナーのメッセージを随時紹介。話の内容によっては、12時の時報をまたぐことがあった。

12時台
- 12:00　MBS交通情報
- 12:02　お天気のお知らせ
  - 日本気象協会から主に水越祐一が出演。スタジオの和泉とやり取りしながら、最新の天気予報を伝えていた。
- 12:05 12時台のリスナー投稿コーナー（後述）
- 12:15　MBSニュース
  - 月～木曜は松井昭憲、金曜は毎日放送のアナウンサーが週替わりで担当。[10]
  - ニュースによっては、毎日放送の記者・アナウンサーが中継で登場したり、11時台後半のJNNニュースで放送されたJNN系列局（主にTBSテレビ）記者によるリポートの音声を入れたりすることがあった。また、東京証券取引所の営業日に放送する場合には、必ず最後に午前中の日経平均と円相場の動きを伝えた。[11]
- 12:25　エンディング
  - 土曜版の時代から、テーマ曲からボーカルの声を抜いたバージョンを、BGM代わりに流していた。
  - 冒頭には、ハガキ限定のプレゼントや、今後の企画などを告知。メール・FAX・ハガキでのメッセージ紹介に充てることもあった。
  - 月～木曜には、『トコトン生電話』に寄せられたメッセージを、主に和泉が（水・木曜は浅越と交互に）紹介していた。

## 主なコーナー

### 土曜版から放送

#### おたまじゃくし音楽堂
- 菊水丸の選曲で今昔の名曲・珍曲を紹介したり、菊水丸・和泉が関心を持つ歌手をゲストを迎えたりするコーナー。平日版では、11時台の日替わりコーナーの1企画として、毎週金曜日に放送された。
- 土曜版の途中から、松平直子（ペドロ&カプリシャス3代目メインボーカル）を迎えた最終回（2009年（平成21年）3月27日）まで、キダ・タローの作による番組オリジナルのオープニングテーマを使用。テーマ曲が流れた後に必ず、和泉が以下の口上を述べていた。
  - 「このコーナーでは、昔の曲から今の最新ヒットナンバーまで、星の数ほどある歌謡曲の中から中から、菊水丸さんが毎週選りすぐりの曲を厳選して紹介していきます。実は菊水丸さん、自宅にレコードとCDを合わせて5万枚も持っている音楽マニアです。さらに、ギタリストの石田さんも交えて、ひとひねりもふたひねりもある音楽の楽しみ方を提供したいと思います」
- 石田は、ゲストが楽曲を歌う際にギターで伴奏。プロのギタリストの立場から、菊水丸が選んだ曲について、演奏やバックミュージシャンの特徴を解説することも多かった。
- 2007年（平成19年）に毎日放送ラジオで放送された毎日放送千里丘放送センターのさよなら企画『MBS千里丘フェスティバル』では、当コーナーからの事実上の派生番組『お宝ハンター菊水丸　さよなら千里探検隊』が、深夜枠で2回にわたって放送された。

#### トコトン生ゲスト
- 菊水丸が関心のある人物を中心に、政界から芸能界まで、多彩なゲストを迎えたトークコーナー。平日版では、毎週金曜日の11時台後半に放送された。
- スタジオに出演したゲストの多くは、出演後（または出演中）に、当番組オリジナルのジングルにメッセージを収録（後述）。ゲストのスケジュールによっては、当コーナーのみ事前に収録することがあった。
- 土曜版の当コーナーでは、神戸空港建設反対運動への参加を機に菊水丸と交流していた田中康夫が、月に1回のペースで出演。長野県知事に就任後も、公務に支障のない程度で登場しては、県内の実情や政治・経済のあり方などを語った。[12]
- 平日版では、「西川のりおのめった斬りスペシャル」と題して、西川のりおが月に1回のペースで登場。政界・芸能界の話題や自身の体験談などをテーマに、毎回12時過ぎまで熱弁を振るった。ちなみに、田中と西川は、『朝トコ』内のコーナー「5分でゴメンネ!生電話」にもレギュラーで登場している。

#### 大きな声では言えませんが…
- 「大きな声では言いにくいこと」をテーマに、リスナーから手紙や封書を募集。菊水丸、石田、和泉の順に紹介したうえで、毎回大賞を決めていた。
- 和泉にセクシーボイスで意味深長な言葉（「焦げちゃう～」など）を絶叫させることが、当コーナーの名物である。[13]
- 平日版では、12時台の投稿コーナーの1企画として、毎週金曜日に放送。コーナーの前後で流されるジングルには、田中康夫、藤岡弘、森田健作、田中秀和（ケロちゃん）（菊水丸と親交の深いリングアナウンサー）、京唄子、山田スミ子などが登場。彼らにちなんだセリフやBGMなどで、工夫を凝らしていた。
- 田中が土曜版に出演した際には、当コーナーにも石田に代わって参加。長野県知事の在任中でも、和泉に負けじと、知事らしからぬ独特の口調で意味深長な言葉を叫んでいた。その際に収録された数種類のジングルは、平日版でも、当コーナーの前後で頻繁に放送。番組末期には、田中のニックネームにちなんで、彼の口調を真似る石田を「やっしー石田」と称していた。

### 平日版のみ放送

#### トコトン生電話
- 菊水丸が、放送当日のニュースなどを参考に、毎回電話のテーマを決定。そのテーマに該当するリスナーから、放送中に電話・メール・FAXを受け付けるという趣向だった。
- スタッフは、リスナーからのメッセージを基に、電話で放送に出演できるリスナーを1～2名選考。12時前後の時間帯に、スタジオと電話をつないだ。電話で出演できないリスナーのメッセージも、生放送中に随時紹介していた。
- 設定したテーマの範囲が狭すぎたために、リスナーからの反応がなく、放送中に新たなテーマでの募集に差し替えたことがあった。

#### 11時台の日替わりコーナー
番組終了時点を基準
- 『鉄腕菊水丸』（月曜）
  - 2008年（平成20年）11月17日から2009年（平成21年）3月23日まで放送。MBSアナウンサー（近藤亨など）による取材報告を交えながら、関西の中小企業が開発・保有する技術を紹介。ロボット開発グループ「Team OSAKA」の監督で、産学連携型ロボットベンチャーの経営者でもある大和信夫が、レギュラーで出演していた。
    - 2007年（平成19年）9月10日から2008年（平成20年）11月10日までは、『さてトコウィークリー　駐在さんに聞きマンデー』を放送した。
      - 毎日放送のサービスエリアのうち、遠隔地の取材を担当する駐在カメラマンから、毎回1～2名が電話で出演。担当地域の情報や、季節の便りなどを伝えた。

    - 平日版の開始当初から、2007年（平成19年）9月3日までは、『菊水丸漫遊日記』を放送した。
      - 菊水丸が、自分で記したメモ（前述）を基に、放送日までの1週間の仕事・行動・出会った人々を振り返るコーナー。菊水丸の意向により終了した。
      - 菊水丸一座がハワイ最大のイベント「ホノルル・フェスティバル」からの招待で公演した2006年（平成18年）3月11日には、菊水丸が現地から当コーナーに電話で出演。収録音源を交えながら、公演の模様を伝えた。
- 『さてはハラペコ菊水丸』（火曜）
  - 2007年（平成19年）9月11日から2009年（平成21年）3月24日まで放送。料理研究家の程一彦[14] をはじめ、和食・洋食のシェフやパン職人が週替わりで出演。料理の豆知識や調理法などを披露するとともに、菊水丸と和泉に料理を振る舞った。
    - 2006年（平成18年）10月4日から2007年（平成19年）9月3日までは、程が毎週レギュラーで出演。（コーナー名不詳）中華料理のルーツや調理法などについて、深い学識や見識を披露していた。
- 『菊水丸の"週刊誌、これほんまかいな～"』（水曜）
  - 平日版の開始当初から、2009年（平成21年）3月25日まで放送。放送日近くに発売された週刊誌や女性誌から、菊水丸が気になった特集記事の内容を、独自の視点で詳しく紹介した。
- 『さてトコゼミナール』（木曜）
  - 2007年（平成19年）9月13日から2009年（平成21年）3月26日まで放送。週ごとに1つのテーマを設けたうえで、そのテーマに精通する下記の専門家が、菊水丸と和泉を相手に公開講義を展開するという趣向であった。
    - 第1週「お天気」：今出東二（気象予報士、毎日放送テレビ（MBSテレビ）の気象キャスター）[15]
    - 第2週「政治」：今井一（フリージャーナリスト）
    - 第3週「経済」：竹原信夫（「日本一明るい経済新聞」編集長、元・日本工業新聞記者）
    - 第4週「こころ」：前久保邦昭（心療内科医、2008年（平成20年）3月まで）
    - 2008年（平成20年）4月からは、第4週のテーマを「スポーツ」に変更。中村鋭一と結城哲郎（毎日放送アナウンサー）を迎えて、阪神タイガースの戦い振りなどを語り合った。[16]

  - 平日版の開始当初から2007年（平成19年）9月6日までは、『菊水丸アーカイブス』を放送した。
    - 過去のメモや秘蔵音源などを基に、菊水丸が自身の半生をきめ細かく振り返る趣向。『田中徳三監督　少年河内音頭取り物語』の制作を機に、菊水丸の意向で終了した。
- 『おたまじゃくし音楽堂』（金曜、前述）

#### ニューストコトン言いまっせ
- 『朝トコ』のレギュラーコーナー「朝からトコトン言いまっせ」の流れを継ぐ形で、平日版の開始当初から2009年（平成21年）3月26日まで、毎週月～水曜日に放送。菊水丸が独自の目線で時事問題（主に前日報じられたニュース）を語るほか、時の話題やイベントに応じて、自作の河内音頭を披露した。[17]
- 大相撲本場所の前後や、力士関係のスキャンダルが報じられた際には、もっぱら大相撲関係の話題を紹介。当番組で応援する北桜（後述）の取組結果を詳しく伝える一方で、中学生時代からの相撲ファンとして、幕内上位陣（特に朝青龍）の振る舞いや日本相撲協会の動きに苦言を呈することが多かった。
- 最後の1ヶ月（2009年（平成21年）3月）には、土曜版・平日版に放送された全コーナーを対象に、リスナーからもう一度聞きたいシーンを募集。[18] リスナーからのリクエストに応える格好で、過去の名シーンの音源を少しずつ流していた。

#### 12時台の投稿コーナー
投稿内容が優秀作に選ばれたリスナーには、番組から景品を進呈した。
- 月曜：『おやじギャグ予備校』
  - 平日版の開始当初から2009年（平成21年）3月23日まで放送。リスナーから寄せられた"おやじギャグ"に対して、和泉が面白さを3段階（「大ハマリ」「中ハマリ」「スカ」の3段階）で判定する。まるむし商店の東村雅夫が、「師匠」との触れ込みで登場することもあった。
- 火曜：『ちっさい幸せのコーナー』
  - 2007年（平成19年）4月から2009年（平成19年）3月23日まで放送。菊水丸が毎回、コーナーの最初に「私も、ちっちゃい幸せが、欲しい～」と絶叫していた。
  - 「日常生活で『ちっさい（小さな）幸せ』と思われること」をテーマに、リスナーからの投稿を紹介。最後に、菊水丸と和泉が、それぞれの「ちっさい幸せ」を告白した。
    - 平日版の開始当初から2007年（平成19年）3月までは、「日常生活で迷いがちな二者択一」をテーマに、『どや、Aか～？　それともBか～？』を放送した。
- 水曜（進行役は浅越）：『嘆きの川柳』
  - 2007年（平成19年）4月から2009年（平成21年）3月24日まで放送。日常生活の嘆きを詠ったリスナーの川柳を、毎回数首紹介した。
  - 平日版の開始当初から2007年（平成19年）3月までは、「山びこが返ってくるほど叫んでみたいこと」をテーマに、『山びこヤッホー』を放送した。
- 木曜（進行役は浅越）：『怒りの留守電～ワタイ何ぞ間違ごうた事言うとりまっか?～』
  - 日常生活での怒りをテーマに、留守番電話の専用回線を設置。放送日までに吹き込まれたリスナーのメッセージ音源から、放送で流せる範囲のメッセージを再生した。[19]
  - メッセージが「言うとりまっか?」で終わっている場合には、出演者一同で「言うとりまへん!」と返すことが、当コーナーのお約束になっていた。
- 金曜：『大きな声では言えませんが…』（前述）

## 番組のジングル
- 当番組では、河内音頭の掛け声（エンヤコラセードッコイセー）を連想させるメロディーに、『トコトン生ゲスト』などに出演したゲストのメッセージを組み合わせる形でジングルを制作。同一人物による複数のバージョンや、本来であればNGの内容を再構成したバージョンを含めると、放送終了時点で約350種にまで達していた。決起集会（後述）の放送中に、参加者の叫び声を入れる形でジングルを収録したこともある。
- 通常の放送では、CMの前後にジングルをランダムで流していた。しかし、1回の放送中にジングルを流すタイミングが限られているため、放送する機会のないジングルが多数存在した。そのため平日版では、未放送ジングルの蔵出しを兼ねて、年に数回「さてトコジングル祭り」（後述）を放送した。

## 特別企画
- 「教えてハラケン」
  - 土曜版の初期に、事前収録で放送。淡路島（兵庫県）出身で、（当番組開始当時）現役最高齢（89歳）の衆議院議員であった原健三郎から、人生の極意、映画スターとの交流、政界での裏話、ライフワークだった明石海峡大橋の建設秘話、次の世代へのメッセージなどを聞いた。[20]
  - 原は、土曜版の『トコトン生ゲスト』で、生放送に出演したこともある。
- 「電話でカケっこ　ヨーイドン!」
  - 「MBSラジオスペシャルウィーク」恒例のサプライズ企画で、平日版から実施。後期には、同期間の1～2週間前から始めていた。
  - 上記の期間中には、番組で当コーナー専用の電話回線を複数用意。和泉が専用の電話番号を発表してから、「電話でカケっこ ヨーイドン!」という菊水丸の掛け声を合図に、リスナーからの電話を受け付けた。そのうち、当番組のスタジオと最初に電話がつながったリスナーだけに、全国共通百貨店商品券1万円分が進呈された。
  - 和泉が電話番号を発表するタイミングは、リスナーにもスタッフにも分からないようになっていた。1回の生放送中に番号を変えながら数回実施したり、電話受付のタイミングをずらすために、菊水丸が「ヨーイドン!」の「ヨーイ」を極端に長く言ったこともある。
- 「さてトコジングル祭り」
  - 番組オリジナルのジングルを対象にしたリクエスト企画。平日版時代に、金曜日の年内最終放送などで実施した。
  - 当企画を放送する際には、事前に公式サイトでジングルのリストを番号付きで公開。リスナーは、放送直前まで、もう一度聞いてみたいジングルのリクエストをメールやFAXで伝える仕組みになっていた。
  - 当企画の放送日には、可能な限り多くのリクエストに応えるべく、ニュース・天気予報・交通情報・『大きな声では言えませんが…』以外のコーナーを事実上休止。菊水丸がリクエストジングルの番号を指定すると、スタッフがすぐに該当のジングルを流していた。
- 決起集会
  - スペシャルウィーク直前の金曜日に、不定期で実施された公開生放送。通常の公開生放送より狭い空間を利用するため、事前に応募したリスナーから、抽選でごく少数のリスナーだけが参加できた。[21]

## 放送での決まり文句
上記のコーナー解説で紹介した言葉を除く
- 「言うてて口怖いわ!」「聞いてて耳怖いわ!」
  - 番組内で大胆な話題を扱う時の菊水丸の口癖。
- 「～でおま!」
  - 菊水丸が多用。ニュアンスを含めて、笑福亭鶴光の口癖に似ている。
- 菊水丸「～なら（～しても）」出演者一同「オッケーです!」
- 菊水丸「～せな（～したら）」出演者一同「アッカ～ン!」
- 「スペッシャル」
  - 菊水丸流の「スペシャル」の発音で、「スペッ」の部分で力むのが特徴。
- 「～流雑誌の○○」
  - 『カフェ・ド・菊水丸』『菊水丸の"週刊誌、これほんまかいな～"』で、週刊誌の記事から信憑性の疑わしい話題を紹介する時に、菊水丸が冗談半分で表現。「1流」「2流」「3流」と言っているが、世間一般の評価とは逆である。
- 「どないだ!」
  - 菊水丸が自信ありげな姿勢を示す時に多用。
- 「そーですか!」
  - リスナーからのメッセージに菊水丸を持ち上げる文言（「オットコマエの菊水丸さん」など）があった時に、菊水丸がよく発していた。
- 「国立此花学院高等学校」
  - 菊水丸が卒業した私立高校（此花学院高等学校）を紹介する時のたとえ。菊水丸によれば、"国立"の部分は「誰かが小さく落書きしたひらがな」という。
- 「ワタイ何ぞ間違ごうた事言うとりまっか?」「言うとりまへん!」
  - 『怒りの留守電～ワタイ何ぞ間違ごうた事言うとりまっか?～』などで多用。菊水丸の疑問に対して、他の出演者が口を揃えることがお約束になっていた。
- 「（京都府相楽郡南山城村の地下資料室に）殿堂入り!」
  - リスナーや出演者から（菊水丸にとって）価値の高い資料やプレゼントが届けられた際に、菊水丸が絶叫する言葉。[22] この言葉が出た時には、「チャ～ンチャチャ♫、ハイ！チャチャチャチャチャ～ン♫」という音源（または石田によるギター演奏）が必ず流れる。
- 「母乳党～入党～おめでとう♫　ボインボイン♫」
  - 「全日本母乳党の党首」を自称するほど母乳が好きな石田が多用。架空の団体「全日本母乳党」への入党を希望するリスナーに対して、ギターをかき鳴らしながら、入党歓迎のメッセージを送った。入党希望者には、石田の手作りによる党員証が届けられることになっていた。
  - 石田は、当番組のリスナーから「母乳の先生」とも呼ばれていた。

## 備考
- 当番組の放送期間中に、茨城放送で土曜日に放送していた『さてはとことん恭ノ介』とは無関係であるが、当番組でもリスナーからの指摘をきっかけに、一時話題になった。
- 当番組では、土曜版の時代から、年数回実施される聴取率調査週間を「中間テスト」「期末テスト」などと表現。決起集会や「電話でカケっこ　ヨーイドン!」などの企画を通じて、リスナーとの連帯感を高めていた。なお、菊水丸が調査の結果を知らされた場合には、テストの成績になぞらえながら放送でその結果を示唆していた。
- 数年前に番組へ届けられたまま、放送で取り上げなかったハガキについて、菊水丸が不意にメッセージを紹介することが少なからずあった。また、決起集会や公開生放送などで、『朝トコ』時代の番組グッズ（手ぬぐいなど）を参加者に提供したことがある。
- 平日版では、相撲好きの菊水丸の意向から、北桜を番組ぐるみで応援。北桜も、毎年3月に大相撲春場所で来阪した際には、事前収録か生出演で『トコトン生ゲスト』に何度も登場した。[23]
- 『ニューストコトン言いまっせ』では2007年（平成19年）頃から、「横綱時代から立ち居振る舞いに感銘を受けている」として、菊水丸が貴乃花親方へ好意を示すようになった。貴乃花自身も、大相撲春場所で来阪するたびに、事前収録で『トコトン生ゲスト』に登場。番組末期には、彼のメッセージを入れた数種類のジングルが不定期で放送された。
- 菊水丸は、平日版の放送終了直前まで、パソコンや携帯電話とほぼ無縁の生活を送っていた。その影響で、盆踊りシーズンには、当番組の公式サイトで菊水丸一座の公演予定が詳しく紹介されていた。（放送終了後に閉鎖）[24]